# Nidia Bos
Nidia Bos (27 november 1996) is een Nederlands voetbalspeelster. Van seizoen 2017/18 tot 2021 speelt zij voor SBV Barendrecht in de Nederlandse Eredivisie.
In 2021 besluit Bos te stoppen, om het familiebedrijf van haar vader en oom over te nemen. 

## Statistieken
| Seizoen | Club          | Land      | Competitie | Wedstrijden | Doelpunten |
| ------- | ------------- | --------- | ---------- | ----------- | ---------- |
| 2017/18 | SBV Excelsior | Nederland | Eredivisie | 24          | 3          |
| 2018/19 | SBV Excelsior | Nederland | Eredivisie | 24          | 3          |
| 2019/20 | SBV Excelsior | Nederland | Eredivisie | 12          | 1          |
| 2020/21 | SBV Excelsior | Nederland | Eredivisie | 13          | 1          |
| Totaal  | Totaal        | Totaal    | Totaal     | 60          | 7          |

Laatste update: mei 2020